# WSA-Greenlife/Saison 2016
Dieser Artikel listet Erfolge und Fahrer des Radsportteams WSA-Greenlife in der Saison 2016 auf.

## Erfolge in der UCI Europe Tour
In den Rennen der UCI Europe Tour Saison 2016 der UCI Europe Tour gelangen die nachstehenden Erfolge.
| Datum   | Rennen                                | Kat. | Sieger            |
| ------- | ------------------------------------- | ---- | ----------------- |
| 14. Mai | 1. Etappe Tour de Berlin              | 2.2U | Lukas Schlemmer   |
| 19. Mai | Prolog Tour of Bihor - Bellotto (EZF) | 2.2  | Florian Bissinger |

## Abgänge – Zugänge
| Zugänge             | Team 2015   | Abgänge         | Team 2016                      |
| ------------------- | ----------- | --------------- | ------------------------------ |
| Stefan Poll         | Amplatz-BMC | Alexander Brus  | Unbekannt                      |
| Helmut Trettwer     |             | Florian Gaugl   | Team Hrinkow Advarics Cycleang |
| Christian Dallinger |             | Daniel Auer     | Team Felbermayr Simplon Wels   |
| Matthias Grick      |             | Felix Dyczek    | Unbekannt                      |
|                     |             | Stefan Taferner | Unbekannt                      |
|                     |             | Bernhard Kroger | Unbekannt                      |
|                     |             | Markus Götz     | Unbekannt                      |

## Mannschaft
| Name                | Geburtstag         | Nationalität |
| ------------------- | ------------------ | ------------ |
| Florian Bissinger   | 30. Januar 1988    | Deutschland  |
| Christian Dallinger | 13. September 1997 | Österreich   |
| Matthias Grick      | 20. November 1990  | Österreich   |
| Markus Kopfauf      | 9. Juli 1996       | Österreich   |
| Hans-Jörg Leopold   | 25. April 1983     | Österreich   |
| Stefan Poll         | 28. Juli 1986      | Österreich   |
| Robin Ratkic        | 5. September 1995  | Österreich   |
| Lukas Schlemmer     | 5. März 1995       | Österreich   |
| Jan Sokol           | 26. September 1990 | Österreich   |
| Michael Taferner    | 17. Juni 1993      | Österreich   |
| Helmut Trettwer     | 29. September 1983 | Deutschland  |